# Лусака
Луса́ка (устаревшее: Лузака; англ. Lusaka) — столица Замбии, её политический, индустриальный и культурный центр.
Население 1 451 145 человек (2010 год).

## Этимология
Город основан в 1905 году как железнодорожная станция Лусака, названная по имени вождя соседней деревни из племени ледже.

## История развития города
Лусака — сравнительно молодой город, построенный  на месте небольшой деревни, население которой занималось преимущественно сельскохозяйственной деятельностью. Новый город должен был стать опорным пунктом Замбии, экономика которой переживала период подъёма, чему во многом способствовало сохранение высоких цен на медь на мировом рынке и помощь иностранных держав, на пути следования поездов по новой железнодорожной линии Ливингстон — Броккен-Хилл (ныне Кабве).
Город, планировка которого предусматривала наличие благоустроенных кварталов европейского типа, был назван в честь одного из племенных вождей. Таким образом, в облике и названии будущей столицы независимого государства гармонично соединились местные традиции и лучшие европейские достижения.
В 1931 году Лусака стала административным центром британского протектората Северная Родезия, а в 1964 году в результате провозглашения Замбии независимой республикой была названа столицей нового государственного образования.
Постепенно Лусака превратилась в крупнейший политический центр Замбии, здесь происходили важнейшие политические события (выборы президентов и членов палат парламента, принятие новой конституции 1991 года и др.). Наблюдались существенные изменения в культурной жизни столицы и экономике. При содействии китайских властей была проложена железнодорожная линия из станции Капири Мпоши (185 км от Лусаки) к танзанийскому порту Дар-эс-Салам.

## Климат
Лусака расположена в центральной части страны, на высоте 1280 м над уровнем моря в тропической зоне с субэкваториальным климатом. Здесь выражены три сезона: дождливый и тёплый (ноябрь—апрель), сухой и прохладный (май—июль), тёплый и сухой (август—октябрь). Самый теплый месяц в Лусаке — октябрь, столбик термометра в это время поднимается до +31 °C, в июле температура воздуха опускается до +10 °C. Может опускается ниже, минимум в городе в июне-июле составлял +2 °C. Вместе с тем годичные колебания температур незначительны. Среднегодовая норма осадков составляет около 700 мм, причём большая часть выпадает в виде дождя с ноября по апрель. В сезон дождей наблюдается затопление почв и образование непроходимых болот, в это время город поддерживает связь с миром лишь благодаря наличию шоссейных дорог. 
| Показатель                    | Янв. | Фев. | Март | Апр. | Май  | Июнь | Июль | Авг. | Сен. | Окт. | Нояб. | Дек. | Год  |
| ----------------------------- | ---- | ---- | ---- | ---- | ---- | ---- | ---- | ---- | ---- | ---- | ----- | ---- | ---- |
| Абсолютный максимум, °C       | 32,5 | 33,5 | 33,6 | 33,0 | 32,4 | 30,1 | 30,7 | 33,5 | 36,0 | 37,8 | 38,6  | 33,6 | 38,6 |
| Средний суточный максимум, °C | 26,1 | 26,2 | 26,5 | 26,2 | 24,9 | 23,0 | 22,7 | 25,7 | 29,1 | 30,6 | 29,7  | 26,8 | 26,5 |
| Средняя температура, °C       | 22,8 | 22,8 | 22,7 | 21,7 | 19,7 | 17,4 | 17,1 | 19,9 | 23,4 | 25,7 | 25,2  | 23,1 | 21,8 |
| Средний суточный минимум, °C  | 19,5 | 19,0 | 18,5 | 16,3 | 13,9 | 10,9 | 10,4 | 12,8 | 16,7 | 19,8 | 20,1  | 19,5 | 16,5 |
| Абсолютный минимум, °C        | 13,0 | 10,9 | 10,9 | 8,8  | 6,0  | 2,0  | 2,5  | 2,8  | 6,0  | 9,5  | 10,8  | 12,9 | 2,0  |
| Норма осадков, мм             | 197  | 164  | 86   | 26   | 2    | 0    | 0    | 0    | 1    | 13   | 68    | 155  | 711  |
| Источник: Погода и Климат     |      |      |      |      |      |      |      |      |      |      |       |      |      |

## Флора и фауна
В окрестностях Лусаки сохранилась естественная растительность саванн и саванных редколесий. Фауна в окрестностях столицы представлена популяциями слонов, антилоп, зебр, жирафов, а также хищными животными. Весьма разнообразен мир птиц, помимо местных видов, здесь встречаются перелетные виды с севера. В черте города нередко попадается муха цеце — основной переносчик возбудителей сонной болезни.

## Население, язык, вероисповедание
Лусака — самый крупный город Замбии. Этнический состав столицы представлен, в основном, народами языковой семьи банту: народы бемба, тонга, лози, ньянджа, малави, ньяндака и др., встречается также небольшое количество выходцев из стран Европы.
Официальным языком, на котором говорят многие столичные жители, является английский. Неофициальное межличностное общение осуществляется с помощью местных диалектов (бемба, лози, лувале, тонга, ньянджа).
Большая часть столичного населения придерживается традиционных местных верований, встречаются христиане, среди которых преобладают католики и протестанты.

## Экономика
В городе действует Лусакская фондовая биржа, основанная в 1993 году. В 2007 году листинг на ней имели 12 компаний.

## Транспорт

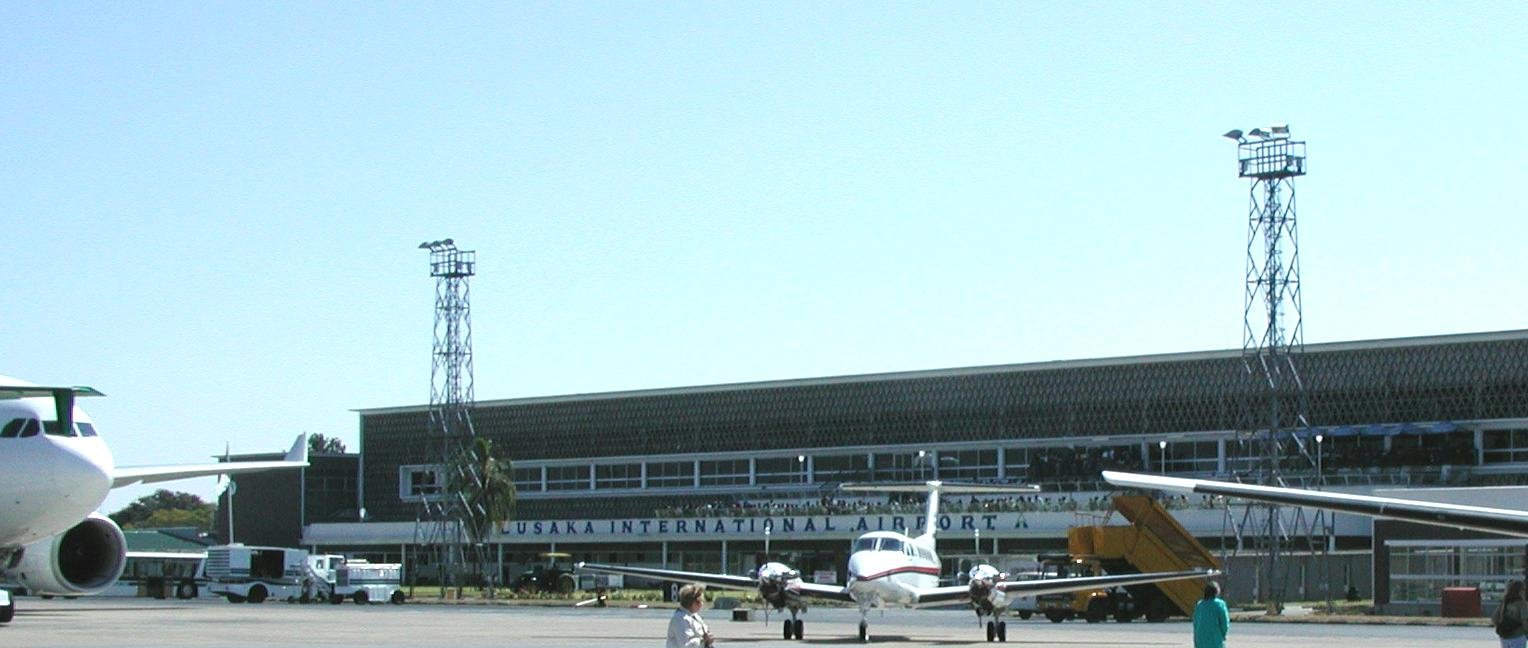
Международный аэропорт Лусаки.

Через Лусаку проходят трансафриканские шоссе Каир-Кейптаун, шоссе Бейра-Лобиту, Великая восточная дорога и другие автомобильные дороги. Весь общественный транспорт представлен, в основном, маршрутными такси и микроавтобусами. Все перевозчики частные. Присутствует пригородное автобусное сообщение.
Город связан железнодорожной линией с городами Ндолой, Кабве, Ливингстоном, Капири-Мпоши, Мпикой.
В 26 км к северо-востоку от города находится международный аэропорт имени Кеннета Каунды. Планируется его реконструкция. Непосредственно в черте города находится аэропорт Лусака, который используется правительством и ВВС Замбии.

## Культура и образование

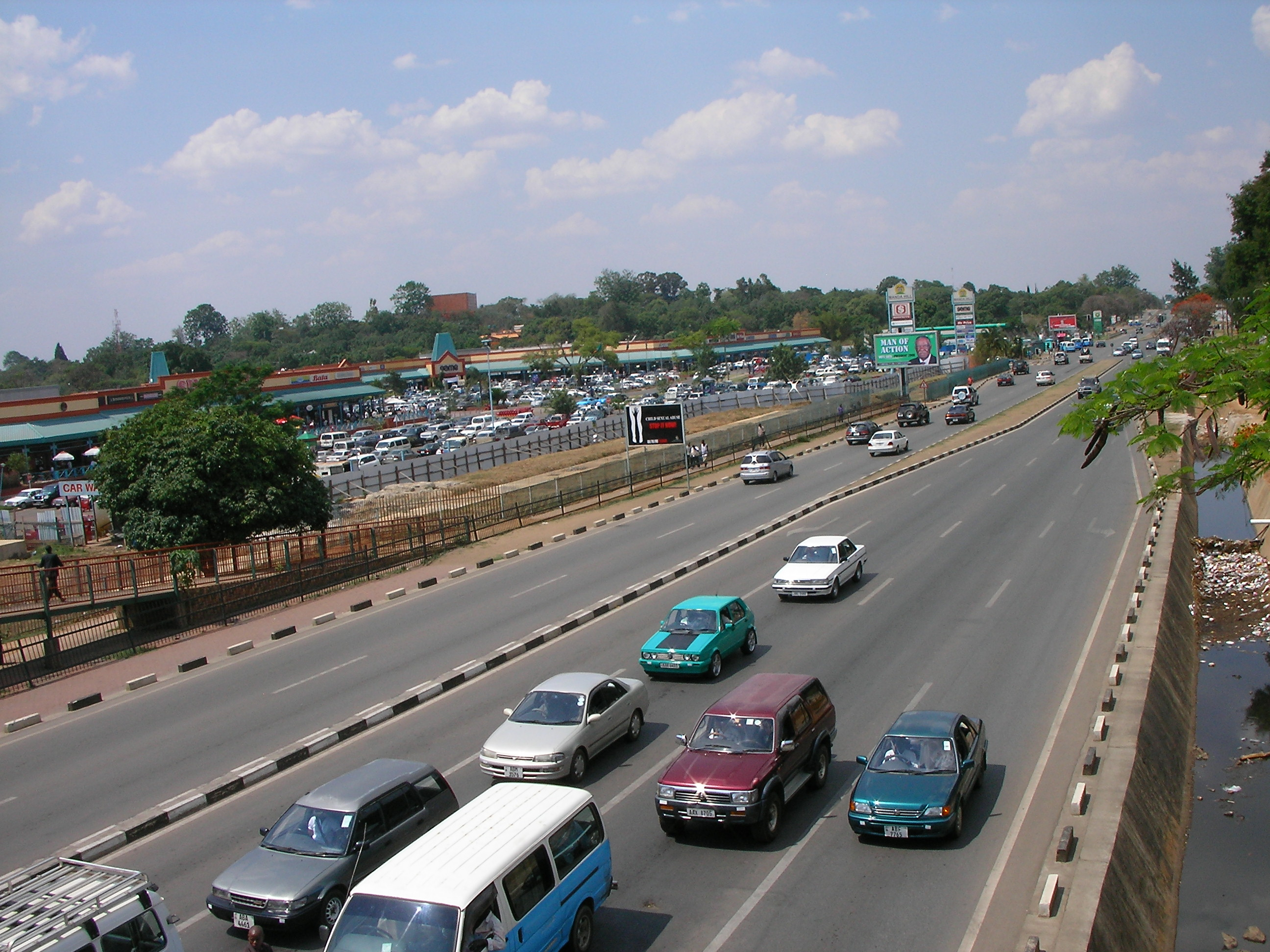
Улица в Лусаке.

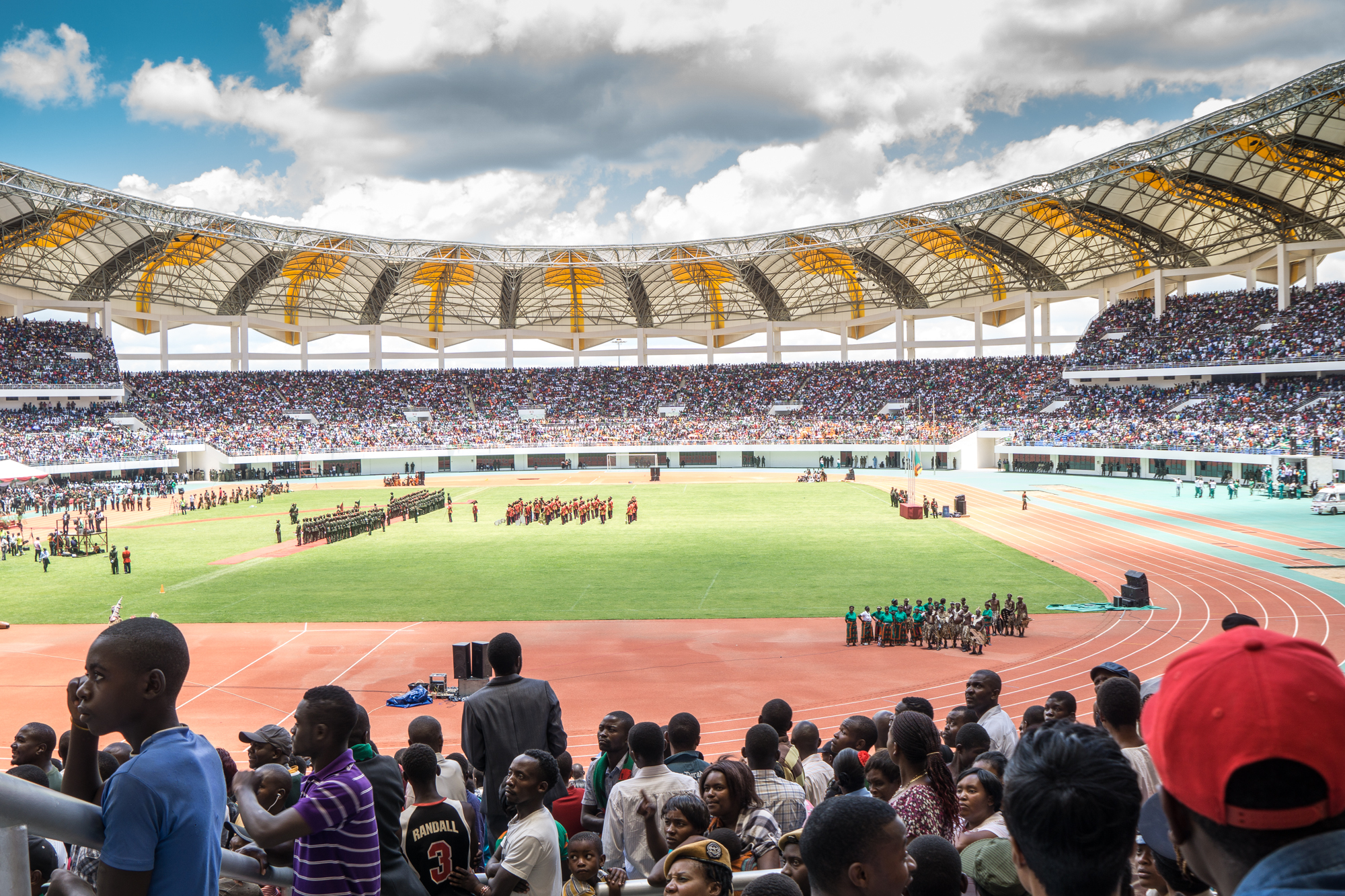
Городской футбольный стадион (Стадион независимости).

Лусака — культурный центр Замбии. Здесь сосредоточена большая часть учебных заведений страны. В городе действует Университет Замбии, при нём имеется Институт по изучению Африки, работают также технический, педагогический, сельскохозяйственный колледжи, городская библиотека, антропологический музей и деревня-музей африканского быта. Особого внимания заслуживает музей сообщества Зинту, представляющий вниманию посетителей традиционное прикладное искусство народов, проживающих на территории Замбии.
В Лусаке находятся Национальный совет по научным исследованиям и общество по охране диких животных и природы Замбии, имеется несколько кинотеатров и небольшой театр, на сцене которого осуществляют постановки местные любительские коллективы.
Город небогат архитектурными и историческими памятниками, однако в нём есть множество галерей, где выставляются работы местных художников. Лучшими из таких выставочных центров по праву считаются Визуальная галерея изобразительного искусства Генри Тайяли в районе Шоуграундс, Галерея Мпала и сад скульптуры в гостинице «Гарден Хаус», расположенные неподалёку от центра. Ещё одной достопримечательностью Лусаки является ремесленный рынок Камвала, занимающий несколько торговых кварталов к югу от центральных районов. Этот рынок расположен под открытым небом и своей пестротой и шумом напоминает восточные базары.
К достопримечательностям города также можно отнести Национальный музей, англиканский собор Святого Распятия, зоопарк и ботанический парк.

## Города-побратимы
- Душанбе, Таджикистан (1966)[7];
- Лос-Анджелес, США (август 1968);
- Ижевск, Россия (июль 1995);[8]